# Divine Intervention
Divine Intervention é o sexto álbum de estúdio da banda americana de thrash metal Slayer. Lançado  27 de Setembro de 1994, foi o primeiro álbum a contar com Paul Bostaph, substituindo o baterista original Dave Lombardo. Muitas cancões do disco foram inspiradas por programas de televisão. A produção do álbum tornou-se um desafio pra a gravadora, dificultando a sua divulgação devido ao conteúdo controverso das letras. O Slayer usou o álbum ao vivo Decade of Aggression para dá-los tempo de pensar em qual seria o estilo a abordar nesta gravação. Por ter sido lançado cerca de quatro anos após Seasons in the Abyss, o vocalista Tom Araya disse que tiveram mais tempo para produzi-lo do que os álbuns anteriores da banda. A capa foi pintada e desenhada por Wes Benscoter, que criou uma nova versão para o logotipo em forma de pentagrama do Slayer.
Ainda que muito tempo tenha sido gastado na produção, Kerry King afirmou que a mixagem e masterização deveria ter sido melhor desenvolvida. A origem das canções não vem apenas da televisão, mas também foram inspiradas por várias outras coisas, incluindo Rush Limbaugh, o serial killer Jeffrey Dahmer, e a esposa de Araya. Araya concluiu que o álbum "saiu depois de quatro anos odiando a vida." Em 1998 o disco foi banido na Alemanha por causa das letras de "SS-3", "Circle of Beliefs", "Serenity in Murder", "213" e "Mind Control".
Divine Intervention recebeu avaliações mistas da crítica, com o AllMusic dando três de cinco estrelas, e o The Deseret News dando uma nota positiva. O álbum vendeu 93.000 cópias na primeira semana. Chegou à posição oito na Billboard 200 e ao número 15 na UK Albums Chart. Recebeu certificação de Ouro nos Estados Unidos e no Canadá. Um extended play intitulado Serenity in Murder foi lançado pouco após o álbum.

## Produção
Tom Araya disse que "quando fizemos Divine Intervention, essa foi a última reunião que tivemos com a gravadora, onde eles sentaram conosco e nos venderam a ideia de como eles queriam que fosse "Divine", e o que eles iriam fazer com a capa... e todas essas ideias diferentes para o álbum. Então um cara olhou para nós e disse, 'Mas nós precisamos de um hit.' E respondemos, 'Mas nós fizemos onze músicas, e se você não puder achar um hit em uma delas então você está ferrado pois isso é o que estamos dando a vocês.' É como se estivéssemos dizendo, 'OK, você escreve a porra do hit de sucesso e então nós a gravamos.' Aquilo deixou-o irritado e, a partir dali, não tivemos esse tipo de encontro!"
Araya descreveu: "Para este disco, eu meio que me inspirei assistindo TV. Aquilo me deu inúmeras ideias. Toda a ideia sobre o cara com o Slayer em seus braços surgiu porque a realidade é mais assustadora do que qualquer coisa que você possa inventar. A produção do álbum posou como um desafio para a gravadora: "como comercializar uma banda cuja música é extrema e violenta para programadores de rádio conservadores?" Foi a primeira tentativa da companhia para "'estourar' uma banda de thrash com uma base de fãs rigorosos com uma estratégia de marketing que os agradasse." Araya relatou: "Decidimos tomar mais tempo para trabalharmos nesse.  Na verdade nós fomos para o estúdio com mais material escrito mais do que no passado. Completamos três das sete músicas fora do estúdio. Nós todos sentimos que era importante fazê-lo lentamente. Depois da última tour, nós tínhamos a intenção de dar um tempo."

## Composição
The College Music Journal disse que "a banda tratou quase que exclusivamente de realismo" no álbum, e notou que "choca e deflagra mais que uma artéria rompida, pintando imagens vermelhas de assassinos, necrófilos, e o mundo devastado e caótico que eles habitam". Tanto a mixagem quanto a masterização foram criticados, com o guitarrista  Kerry King afirmando que a banda deveria ter "dado mais atenção à mixagem", e Araya dizendo que "é o único que ele não pensaria em remasterizar (se houvesse a oportunidade)". O baixista ainda diz que  "saiu à venda após passar quatro anos odiando a vida".
Neil Strauss do The New York Times explicou muitas das origens do álbum. "213" foi descrita como uma "canção romântica" de Araya, o que é algo que eles nunca tinham feito antes. O nome da canção é baseada no número do apartamento do serial killer e agressor sexual Jeffrey Dahmer. "Dittohead", um tributo parcial a Rush Limbaugh, começa criticando o sistema legal por "ser muito frouxo com assassinatos". A música "termina não denunciando o sistema mas advogando sua permissividade". "Sex, Murder, Art", segundo o TheState.com,  "ruge a cerca de um relacionamento enlouquecedor e o seu 'prazer em infligir dor.'" King disse que o disco possui suas origens em "histórias de guerra" e na "exploração da insanidade".
É o primeiro álbum de estúdio do Slayer com Paul Bostaph, resultando na seguinte afirmação de Alex Henderson do Allmusic:  "ele é positivo, energizou o  Slayer, o qual soa melhor do que nunca em triunfos obscuros como 'Killing Fields,' 'Serenity in Murder,' e 'Circle of Beliefs.'" Henderson também diz que é "focado na natureza violentamente repressiva dos governantes e até onde eles vão para exercer o poder".

## Capa e prensagem
| Críticas profissionais | Críticas profissionais |
| Avaliações da crítica  | Avaliações da crítica  |
| Fonte                  | Avaliação              |
| ---------------------- | ---------------------- |
| Allmusic               | [ 12 ]                 |
| Rock Hard              | 8.5/10                 |
| The Deseret News       | favorável              |
| Entertainment Weekly   | B                      |
| Rolling Stone          | [ 15 ]                 |
| Metal Forces           | 7/10                   |

O álbum foi lançado em uma caixa de joias clara que inclui dezesseis páginas que, desdobrando-as, tornam-se um poster, exibindo a capa do disco. Tanto o disco quanto a capa — como descrito por Chris Morris — são uma "imagem refletiva da mania mostrada pelos fãs do grupo, e um exemplo do uso  norte-americano de táticas de choque: um jovem gravando o nome da banda em seu braço com um bisturi." Mike Bone da American Recordings disse que "nós capturamos isto não apenas na fotografia, mas também em vídeo — ele realmente fez aquilo." A arte de capa foi pintada e desenhada por Wes Benscoter, um artista americano que futuramente também pintaria as capas de outros lançamentos do Slayer, como Undisputed Attitude e Live Intrusion. O encarte do álbum apresenta pela segunda vez o acrônimo "Satan Laughs As You Eternally Rot". A frase foi usada pela primeira vez na edição de vinil do álbum Show No Mercy onde foi esculpida na ranhura do registro.

## Recepção
O AllMusic disse que "ao invés de fazer algo calculado como emular o som de Nirvana ou Pearl Jam — ou ainda Nine Inch Nails ou Ministry — o Slayer recusou firmemente soar com qualquer outro que não fosse o Slayer. Tom Araya e cia. responderam a nova moda simplesmente esforçando-se para ser a banda de metal mais pesada possível." Desde o lançamento do álbum, o vocalista Tom Araya considerou ser o seu melhor trabalho.
Divine Intervention vendeu 93.000 cópias na primeira semana, e em 2002 já havia vendido 400.000 cópias nos EUA. Foi reportado que no mesmo ano de seu lançamento,  Kevin Kirk da loja Heavy Metal Shop "encomendou 1000 cópias do Divine Intervention do Slayer e vendeu todos os álbuns em questão de semanas". Embora seja menos acessível que o predecessor Seasons in the Abyss, a Rolling Stone considerou ser seu álbum de maior sucesso até 2001.

## Faixas
| N.º | Título                | Letras                                   | Música         | Duração |  |
| 1.  | "Killing Fields"      | Tom Araya                                | Kerry King     | 3:57    |  |
| 2.  | "Sex. Murder. Art."   | Araya                                    | King           | 1:50    |  |
| 3.  | "Fictional Reality"   | King                                     | King           | 3:38    |  |
| 4.  | "Dittohead"           | King                                     | King           | 2:31    |  |
| 5.  | "Divine Intervention" | Araya, Jeff Hanneman, King, Paul Bostaph | Hanneman, King | 5:33    |  |
| 6.  | "Circle of Beliefs"   | King                                     | King           | 4:30    |  |
| 7.  | "SS-3"                | Hanneman                                 | Hanneman, King | 4:07    |  |
| 8.  | "Serenity in Murder"  | Araya                                    | Hanneman, King | 2:36    |  |
| 9.  | "213"                 | Araya                                    | Hanneman       | 4:52    |  |
| 10. | "Mind Control"        | Araya, King                              | Hanneman, King | 3:04    |  |

- A versão em cassette possui as músicas numa ordem alternativa.[27]

## Créditos
| Slayer - Tom Araya - baixo, vocais - Jeff Hanneman - guitarra - Kerry King - guitarra - Paul Bostaph - bateria | Equipe técnica - Dave Brock - engenheiro assistente - Jim Champagne - engenheiro - Stephen Marcussen - masterização - Rick Rubin - produtor executivo - Jim Scott - engenheiro - Jeff Sheehan - engenheiro assistente - Toby Wright - produtor, engenheiro, mixagem | - Dirk Walter - diretor de arte, design - Neil Zlozower - fotógrafo - Stephen Stickler - fotógrafo - Brian Pollack - engenheiro assistente - Annalisa - desenhos - Wes Benscoter - desenhos, ilustração da capa - Rick Sales - gestão |

Créditos baseados em informações do Allmusic.

## Desempenho nas paradas
| Parada musical              | Posição |
| --------------------------- | ------- |
| Billboard 200               | 8       |
| ARIA Charts                 | 27      |
| Ö3 Austria Top 40           | 22      |
| Media Control Charts        | 18      |
| MegaCharts                  | 31      |
| RIANZ                       | 20      |
| Sverigetopplistan           | 10      |
| Swiss Music Charts          | 15      |
| The Official Charts Company | 15      |

## Certificações
| País           | Certificador | Certificação |
| -------------- | ------------ | ------------ |
| Estados Unidos | RIAA         | Ouro         |
| Canadá         | Music Canada | Ouro         |